# Dajana Jastremská
Dajana Jastremská (ukrajinsky: Даяна Олександрівна Ястремська, Dajana Oleksandrivna Jastremska, * 15. května 2000 Oděsa) je ukrajinská profesionální tenistka. Ve své dosavadní kariéře na okruhu WTA Tour vyhrála tři turnaje ve dvouhře.  V sérii WTA 125 vybojovala jednu singlovou trofej. V rámci okruhu ITF získala tři tituly ve dvouhře a tři ve čtyřhře.
Na žebříčku WTA byla ve dvouhře nejvýše klasifikována v lednu 2020 na 21. místě a ve čtyřhře v témže měsíci na 82. místě. Trénuje ji Francouz Dorian Descloix. Dříve tuto roli plnili Němec Sascha Bajin, Olivier Jeunehomme, Jean-René Lisnard či bývalá světová dvojka Magnus Norman.
V juniorské kategorii odešla poražena z finále Wimbledonu 2016, v němž nestačila na Rusku Anastasiji Potapovovou. Také ve finále deblové juniorky Australian Open 2016 prohrála po boku krajanky Anastasije Zarycké finálový duel.
V ukrajinském týmu Billie Jean King Cupu debutovala v roce 2019 základním blokem 1. skupiny zóny Evropy a Afriky proti Švédsku, v němž vyhrála nad Johannou Larssonovou. V navazující baráži s Polskem zdolala Igu Świątekovou. Ukrajinky přesto v obou duelech prohrály 1:2 na zápasy. Do dubna 2024 v soutěži nastoupila k sedmi mezistátním utkáním s bilancí 7–2 ve dvouhře a 1–1 ve čtyřhře.

## Tenisová kariéra
V rámci hlavních soutěží událostí okruhu ITF debutovala v únoru 2015, když na turnaj v egyptském Šarm aš-Šajchu s dotací 10 tisíc dolarů obdržela divokou kartu. Ve druhém kole podlehla Řekyni Angeliki Kairiové. Premiérový singlový titul v této úrovni tenisu vybojovala v březnu 2016 na campinaském turnaji s rozpočtem dvacet pět tisíc dolarů. Ve finále přehrála Francouzku Alizé Limovou.
V singlu okruhu WTA Tour debutovala na antukovém Istanbul Cupu 2016, kde získala divokou kartu. Na úvod podlehla japonské turnajové šestce Nao Hibinové. O rok později dosáhla na Istanbul Cupu 2017 první kariérní výhru, když v první fázi vyřadila Němku Andreu Petkovicovou. Ve čtvrtfinále ji však vyřadila Slovenka Jana Čepelová, přestože po zisku úvodní sady vedla ve druhé 5–2 na gamy a podávala na vítězství. Průlom do elitní světové stovky žebříčku WTA dvouhry zaznamenala během července 2018, jakožto první takto postavená hráčka narozená v roce 2000 a později. Debut v hlavní soutěži nejvyšší grandslamové kategorie přišel v ženském singlu US Open 2018. V úvodním kole však nenašla recept na českou kvalifikantku Karolínu Muchovou.

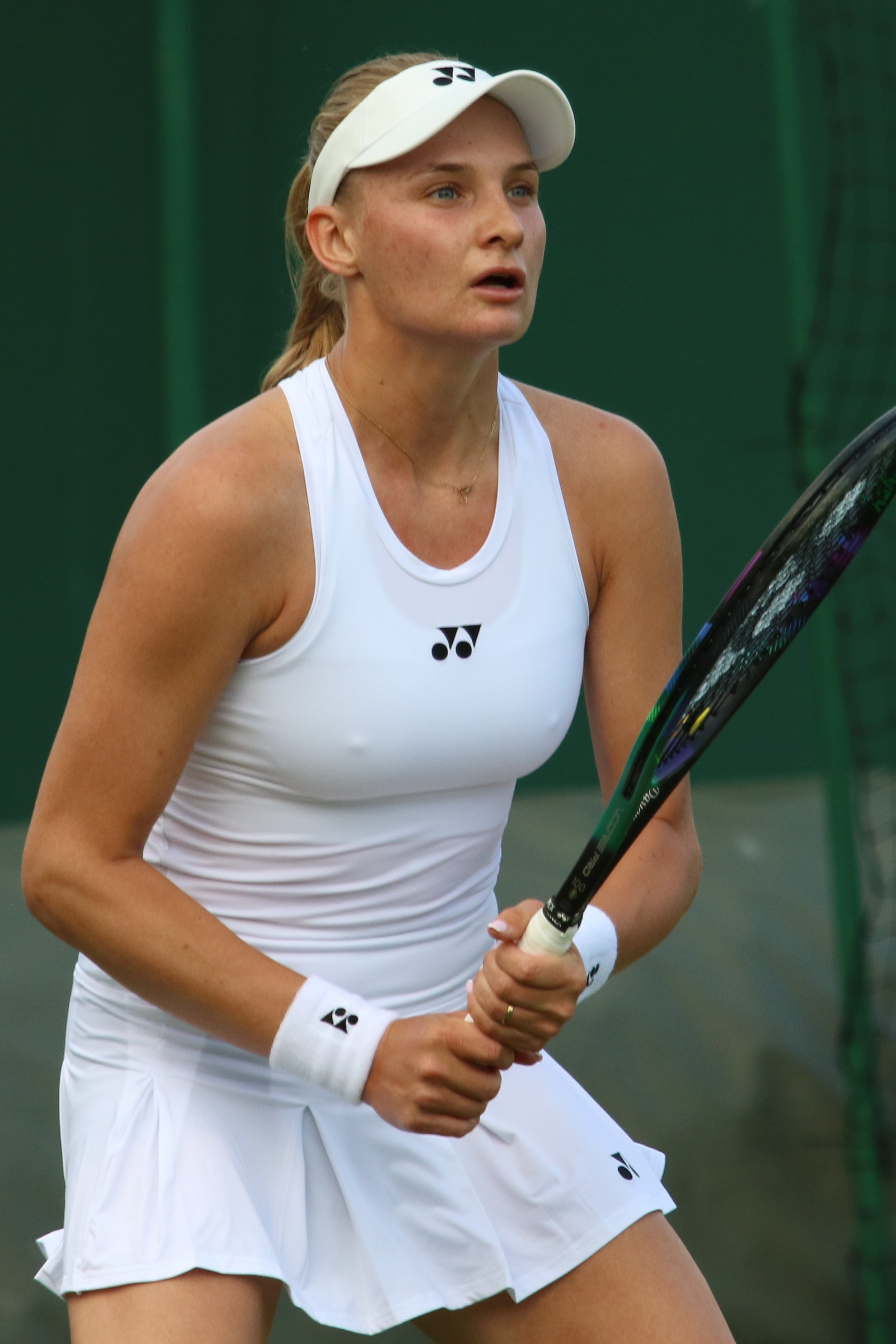
V závěrečném kole wimbledonské kvalifikace 2023 podlehla Naefové

Premiérové finále na okruhu WTA Tour odehrála na říjnovém Hong Kong Tennis Open 2018. Na cestě do něj na její raketě postupně dohrály Fanny Stollárová, Čeng Saj-saj, Kristína Kučová a Čang Šuaj. V závěrečném duelu pak zdolala šestou nasazenou Číňanku a dvacátou čtvrtou hráčku žebříčku Wang Čchiang po hladkém dvousetovém průběhu. To pro ni znamenalo první výhru nad členkou elitní světové třicítky. Po turnaji se posunula o třicet příček výše, na 66. místo světové klasifikace. Na poslední odehrané události v roce 2018, BGL Luxembourg Open, se probojovala do semifinále, v němž vypadla se švýcarskou kvalifikantkou Belindou Bencicovou až v tiebreaku rozhodující sady. Ve druhé fázi přehrála bývalou světovou jedničku Garbiñe Muguruzaovou. Po skončení lucemburské akce poprvé figurovala na 60. příčce.
Finálovou neporazitelnost udržela i na květnovém Internationaux de Strasbourg 2019, kde v závěrečném utkání soutěže přehrála francouzskou turnajovou čtyřku Caroline Garciaovou po třísetovém průběhu. Tříhodinový duel představoval nejdelší finále v odehrané části roku a Jastremská v něm odvrátila mečbol. Zisk první antukové trofeje znamenal posun na 32. příčku žebříčku.
Po napadení Ukrajiny ruskými vojsky v únoru 2022 přijala divokou kartu na Lyon Open 2022. Spolu s patnáctiletou sestrou Ivannou Jastremskou strávily dvě noci v podzemní garáži a následně bez rodičů opustily rodnou Oděsu. Během turnaje vyjadřovala emotivně podporu Ukrajině, na jejíž pomoc věnovala výdělek 14 545 eur (cca 374 000 korun). Jako 140. hráčka žebříčku odvrátila v úvodním kole dva mečboly Rumunce Aně Bogdanové. Až ve finále prohrála s Číňankou Čang Šuaj, když v rozhodující sadě nevyužila výhodu prolomeného podání. Se sestrou Ivannou obdržela divokou kartu do lyonské čtyřhry a následně i na kalifornský Indian Wells Masters 2022, kde v prvním utkání dvouhry prohrála vyrovnanou bitvu s Caroline Garciaovou.

## Dopingová aféra
Světová antidopingová agentura Jastremské dočasně pozastavila od 7. ledna 2021 činnost kvůli nálezu nízké koncentrace metabolitu zakázaného anabolického steroidu mesterolon ve vzorku moči, odebraném v listopadu 2020. Přesto přicestovala do Melbourne, aby se zúčastnila únorového Australian Open 2021. Nezávislý tribunál však 23. ledna 2021 zamítl její žádost na zrušení zákazu a do australské letní sezóny nezasáhla. Odvolání 3. února 2021 zamítla i Mezinárodní sportovní arbitráž v Lausanne. Na okruh se vrátila semifinálovou účastí na červencovém Hamburg European Open 2021.

## Finále na okruhu WTA Tour
| Legenda                                          |
| ------------------------------------------------ |
| D – dvouhra; Č – čtyřhra                         |
| Grand Slam (0)                                   |
| Turnaj mistryň (0)                               |
| Premier Mandatory & Premier 5 / WTA 1000 (0–1 Č) |
| Premier / WTA 500 (0–1 D)                        |
| International / WTA 250 (3–2 D)                  |

### Dvouhra: 7 (3–4)
| stav       | č. | datum           | turnaj                         | kategorie     | povrch    | soupeřka ve finále       | výsledek           |
| ---------- | -- | --------------- | ------------------------------ | ------------- | --------- | ------------------------ | ------------------ |
| Vítězka    | 1. | 13. října 2018  | Hongkong, Čína                 | International | tvrdý     | Wang Čchiang             | 6–2, 6–1           |
| Vítězka    | 2. | 3. února 2019   | Hua Hin, Thajsko               | International | tvrdý     | Ajla Tomljanovićová      | 6–2, 2–6, 7–6(7–3) |
| Vítězka    | 3. | 25. května 2019 | Štrasburk, Francie             | International | antuka    | Caroline Garciaová       | 6–4, 5–7, 7–6(7–3) |
| Finalistka | 1. | 18. ledna 2020  | Adelaide, Austrálie            | Premier       | tvrdý     | Ashleigh Bartyová        | 2–6, 5–7           |
| Finalistka | 2. | 6. března 2022  | Lyon, Francie                  | WTA 250       | tvrdý (h) | Čang Šuaj                | 6–3, 3–6, 4–6      |
| Finalistka | 3. | 2. února 2025   | Linec, Rakousko                | WTA 500       | tvrdý (h) | Jekatěrina Alexandrovová | 2–6, 6–3, 5–7      |
| Finalistka | 4. | 22. června 2025 | Nottingham, Spojené království | WTA 250       | tráva     | McCartney Kesslerová     | 4–6, 5–7           |

### Čtyřhra: 1 (0–1)
| stav       | č. | datum         | turnaj       | kategorie         | povrch | spoluhráčka        | soupeřky ve finále                      | výsledek              |
| ---------- | -- | ------------- | ------------ | ----------------- | ------ | ------------------ | --------------------------------------- | --------------------- |
| Finalistka | 1. | 6. října 2019 | Peking, Čína | Premier Mandatory | tvrdý  | Jeļena Ostapenková | Sofia Keninová Bethanie Mattek-Sandsová | 3–6, 7–6(7–5), [7–10] |

## Finále série WTA 125
| Legenda                  |
| ------------------------ |
| D – dvouhra; Č – čtyřhra |
| WTA 125 (1–0 D)          |

### Dvouhra: 1 (1–0)
| Stav    | č. | datum      | turnaj                      | povrch | soupeřka ve finále | výsledek      |
| ------- | -- | ---------- | --------------------------- | ------ | ------------------ | ------------- |
| Vítězka | 1. | srpen 2023 | Grodzisk Mazowiecki, Polsko | tvrdý  | Greet Minnenová    | 2–6, 6–1, 6–3 |

## Tituly na okruhu ITF
| Legenda         | Legenda         |
| --------------- | --------------- |
| Turnaje W100    | Turnaje W80     |
| Turnaje W75/W60 | Turnaje W50     |
| Turnaje W35/W25 | Turnaje W15/W10 |

### Dvouhra (3 tituly)
| Č. | datum         | turnaj              | kategorie | povrch | poražená finalistka   | výsledek |
| -- | ------------- | ------------------- | --------- | ------ | --------------------- | -------- |
| 1. | březen 2016   | Campinas, Brazílie  | W25       | antuka | Alizé Limová          | 6–4, 6–4 |
| 2. | září 2017     | Dunakeszi, Maďarsko | W60       | antuka | Katarina Zavacká      | 6–0, 6–1 |
| 3. | červenec 2018 | Řím, Itálie         | W60       | antuka | Anastasija Potapovová | 6–1, 6–0 |

### Čtyřhra (3 tituly)
| Č. | datum         | turnaj        | kategorie | povrch    | spoluhráčka           | poražené finalistky                    | výsledek |
| -- | ------------- | ------------- | --------- | --------- | --------------------- | -------------------------------------- | -------- |
| 1. | únor 2017     | Moskva, Rusko | W25       | tvrdý (h) | Věra Lapková          | Bibiane Schoofsová Jekatěrina Jašinová | 7–5, 6–3 |
| 2. | březen 2017   | Pula, Itálie  | W25       | antuka    | Olesja Pervušinová    | Tara Mooreová Conny Perrinová          | 6–4, 6–4 |
| 3. | červenec 2017 | Praha, Česko  | W80       | antuka    | Anastasija Potapovová | Mihaela Buzărnescuová Aljona Fominová  | 6–2, 6–2 |

## Finále na juniorském Grand Slamu

### Dvouhra juniorek: 1 (0–1)
| Stav       | rok  | turnaj    | povrch | soupeřka ve finále    | výsledek |
| ---------- | ---- | --------- | ------ | --------------------- | -------- |
| Finalistka | 2016 | Wimbledon | tráva  | Anastasija Potapovová | 4–6, 3–6 |

### Čtyřhra juniorek: 1 (0–1)
| Stav       | rok  | turnaj          | povrch | spoluhráčka        | soupeřky ve finále              | výsledek |
| ---------- | ---- | --------------- | ------ | ------------------ | ------------------------------- | -------- |
| Finalistka | 2016 | Australian Open | tvrdý  | Anastasija Zarycká | Anna Kalinská Tereza Mihalíková | 1–6, 1–6 |